# Ambrose (Geórgia)
Ambrose é uma cidade localizada no estado americano de Geórgia, no Condado de Coffee.

## Demografia
Segundo o censo americano de 2000, a sua população era de 320 habitantes.
Em 2006, foi estimada uma população de 329, um aumento de 9 (2.8%).

## Geografia
De acordo com o United States Census Bureau tem uma área de 
8,1 km², dos quais 7,9 km² cobertos por terra e 0,2 km² cobertos por água.

## Localidades na vizinhança
O diagrama seguinte representa as localidades num raio de 32 km ao redor de Ambrose. 